# Rheinfels
Rheinfels (česky Rýnská skála) je zřícenina hradu, který leží na skalním ostrohu mezi levým břehem Rýna a údolím Gründelského potoka nad městečkem Sankt Goar v Německu. Jeho stavba byla zahájena v roce 1245 hrabětem Dieterem V., po svém dokončení největší pevností v údolí středního Rýna mezi Koblencí a Mohučí. Nyní je přístupný veřejnosti, kulturní krajina středního Rýna byla v roce 2002 zapsána na seznam Světového dědictví UNESCO.